# Neil Maskell
Neil Maskell (nacido Londres en 1976) es un actor, escritor y director británico, conocido por sus apariciones en películas británicas como Diario de un hooligan.
Maskell nació en Londres. Durante su juventud, jugó al fútbol en la posición de defensa. Aprendió sobre actuar en el Teatro Anna Scher de Islington, en Londres, donde empezó a ir a clases a los 11 años.